# 리가 I
리가 I(루마니아어: Liga I)은 루마니아 축구 리그 시스템의 최상위 디비전에 대한 명칭으로 현재 루마니아의 온라인 베팅 업체인 수페르베트의 후원으로 공식적으로 수페르리가(SuperLiga)로 부르고 있다. 리가 I은 1909년에 설립되었고, 1909-10 시즌부터 시작되었다. 1932년까지는 다양한 플레이오프 시스템을 적용해왔다. 2006-07 시즌 전까지는 디비지아 A(Divizia A)라 불렀지만 누군가가 "디비지아 A"를 상표로 등록한 것을 발견했다는 사실이 밝혀지면서 지금과 같은 명칭으로 변경하였다.
리가 I에서 가장 성공적인 팀은 FCSB와 디나모 부쿠레슈티를 들 수 있다. 그 외 주목할 만한 팀은 CS 우니베르시타테아 크라이오바 CFR 클루지 FC 비토룰 콘스탄차 FC 아스트라 지우르지우 정도가 있다. 1981-82 시즌부터 지난 2023-24 시즌까지 43시즌 동안 비(非) 부쿠레슈티 팀 가운데 우승한 팀은 CS 우니베르시타테아 크라이오바 (1990-91)와 CFR 클루지 (2007-08) FC 아스트라 지우르지우 (2015-16) FC 비토룰 콘스탄차 (2016-17) FCV 파룰 콘스탄차 (2022-23) 등 5개 클럽 뿐이다.

## 구조
2020년에 들어서면서 리가 I은 16개 팀으로 구성된 형태로 확장되었다. 각 팀은 다른 팀과 30경기를 치르게 되며, 승점에 따라 순위를 나눈 다음 챔피언십 플레이오프나 강등 플레이오프에 진출하게 된다. 이 단계에서는 승점이 반으로 줄고 골득실, 득점 등의 세부 기준은 완전히 지워진다.
플레이오프에 진출한 6개 팀은 10경기를 치르지만, 강등 플레이오프에 진출한 나머지 10개 팀은 1경기씩만 치르게 되어 총 9경기를 치르게 된다. 챔피언십 플레이오프 최종 우승자는 리그 우승팀이 되면서 UEFA 챔피언스리그 1차 예선 진출권이 주어지고, 강등 플레이오프에서 최하위 두 팀은 곧바로 리가 II로 강등된다. 13위와 14위팀은 리가 II의 3위와 4위 팀과 승강 플레이오프를 거쳐 잔류나 강등이 결정된다.
또한 7, 8위 팀은 단판 승부를 벌여 승자는 챔피언십 플레이오프의 UEFA 유로파컨퍼런스리그 진출권 순위의 팀과 홈&어웨이로 경기를 치뤄 승자가 2차 예선에 진출한다.

## 참가팀
| 2024-25 리가 I 참가팀       |                |                |          |
| 구단명                      | 순위 (2023-24) | 연고지         | 창단연도 |
| FCSB                        | 우승           | 부쿠레슈티     | 1947     |
| CFR 클루지                  | 2위            | 클루지나포카   | 1907     |
| 우니베르시타테아 크라이오바 | 3위            | 크라이오바     | 1948     |
| 파룰 콘스탄차               | 4위            | 콘스탄차       | 1949     |
| 셉시 OSK                    | 5위            | 스픈투게오르게 | 2011     |
| 라피드                      | 6위            | 부쿠레슈티     | 1923     |
| UTA 아라드                  | 7위            | 아라드         | 1945     |
| 오첼룰 갈라치               | 8위            | 갈라치         | 1964     |
| 헤르만슈타트                | 9위            | 시비우         | 2015     |
| 우니베르시타테아 클루지     | 10위           | 클루지나포카   | 1919     |
| 페트롤룰 플로이에슈티       | 11위           | 플로이에슈티   | 1924     |
| 폴리테흐니카 이아시         | 12위           | 이아시         | 2010     |
| 디나모 부쿠레슈티           | 13위           | 부쿠레슈티     | 1948     |
| 보토샤니                    | 14위           | 보토샤니       | 2001     |
| 우니레아 슬로보지아         | 리가 II 우승   | 슬로보지아     | 2004     |
| 글로리아 부저우             | 리가 II 2위    | 부저우         | 1973     |

## 참고
1. ↑  Cotidianul, Divizia A a fost mitraliată (The "A Division" was gunned down), 2007년 2월 3일에 읽어봄